# Institut national de recherche en sciences et technologies pour l’environnement et l’agriculture
Das Institut national de recherche en sciences et technologies pour l’environnement et l’agriculture (IRSTEA, „Nationales Institut zur wissenschaftlichen und technischen Forschung für Umwelt und Landwirtschaft“) war eine öffentliche Forschungseinrichtung in Frankreich. Es hatte seinen Hauptsitz in Antony unweit von Paris und neun weitere Standorte in anderen Regionen Metropolitan-Frankreichs. Zum 1. Januar 2020 wurde es mit dem nationalen Institut für Agronomieforschung INRA zusammengelegt zum nationalen Forschungsinstitut für Landwirtschaft, Lebensmittelwesen und Umwelt, INRAE.

## Geschichte

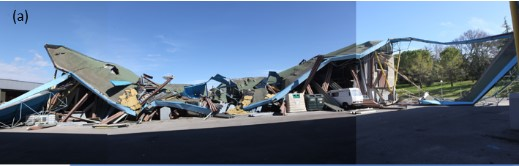
Eingestürzter IRSTEA-Bau in Montpellier 2018

Die Einrichtung wurde 1981 als Centre national du machinisme agricole du génie rural, des eaux et des forêts (CEMAGREF, „Nationales Zentrum für landwirtschaftliches Maschinenwesen und für Wald-, Wasser- und Bodenmelioration“) gegründet.
Sie unterstand sowohl dem französischen Wissenschaftsministerium als auch dem Landwirtschaftsministerium. Unter anderem war sie die maßgebliche Organisation für Raumplanung und Strukturprobleme der französischen Alpen und setzte sich technische und wissenschaftspolitische Ziele. Im Jahr 1997 arbeiteten bei CEMAGREF rund 420 Wissenschaftler, die sich in Grenoble mit den Entwicklungsproblemen der französischen Alpen beschäftigen.
2012 wurde die Einrichtung in Institut national de recherche en sciences et technologies pour l’environnement et l’agriculture (IRSTEA, Nationales Forschungsinstitut der Wissenschaft und Technik für Umwelt und Landwirtschaft) umbenannt.
Ende Februar 2018 stürzte ein Gebäude des IRSTEA auf dem Campus in Montpellier unter schwerer Schneelast ein. Es hatte in der Region Montpellier große Nassschneemengen gegeben, was zur Überschreitung der zulässigen Dachlast führte. Die 1982 errichtete Halle mit einer Grundfläche von 40,5 m × 49 m und einer Höhe von 10 m hatte ein von Metall-Fachwerk getragenes Flachdach, das von Pylonen getragen wurde. Diese waren entlang der Fassaden positioniert. Innerhalb des Gebäudes befanden sich keine Pylonen, um das Bewegen großer landwirtschaftlicher Fahrzeuge nicht zu behindern. Zum Zeitpunkt des Einsturzes beherbergte die Halle einen Windkanal sowie Büroräume, die auf zwei Stockwerke entlang einer der Fassaden verteilt waren.
Mit Wirkung vom 1. Januar 2020 wurde das IRSTEA mit dem Institut national de la recherche agronomique (INRA, Nationales Institut für Agronomieforschung) verschmolzen zum Institut national de recherche pour l'agriculture, l'alimentation et l'environnement (INRAE). Das Dekret, das diese Fusion formalisiert, wurde am 10. Oktober 2019 unterzeichnet.

## Struktur und Zahlen
Das IRSTEA war eine öffentlich-rechtliche Körperschaft wissenschaftlich-technischer Art (Établissement public à caractère scientifique et technologique). 2017 beschäftigte es etwa 1200 Mitarbeiter (2011 waren es noch 1600 gewesen), darunter etwa 870 Wissenschaftler und Ingenieure. Das Budget betrug 109 Millionen Euro (2011: 115 Mio. Euro). Neben dem Hauptsitz in Antony hatte das IRSTEA Niederlassungen in Aix-en-Provence, Bordeaux, Clermont-Ferrand, Grenoble, Lyon, Montpellier, Nogent-sur-Vernisson und Rennes. Die Forschungsaktivitäten waren aufgeteilt in die drei Bereiche Gewässer (Eaux), Flur und Forst (Territoires) sowie Ökotechnologie (Écotechnologies). Die Bereiche setzten sich zusammen aus insgesamt 18 Forschungslaboren, darunter vier gemeinsam mit anderen Organisationen betriebene Unités mixtes de recherche (UMR).